# Hans Söhnker
Hans Albert Edmund Söhnker (ur. 11 października 1903 w Kilonii, zm. 20 kwietnia 1981 w Berlinie) – niemiecki aktor filmowy.

## Wczesne życie
Hans Söhnker urodził się w Kilonii jako syn stolarza Edmunda Adolpha Söhnkera, który później zaczął zarabiać pieniądze jako księgarz oraz Marii Magdaleny z d. Stölting. Jego ojciec był również przewodniczącym SPD w Kilonii.
Po ukończeniu szkoły Hans Söhnker podjął naukę w Wyższej Szkole Handlowej w swoim rodzinnym mieście. Już w czasie studiów odkrył swoją pasję do aktorstwa. Często uczęszczał na lekcje aktorstwa i śpiewu u Clemensa Schuberta i Gustafa Gründgensa w kilońskim teatrze. W 1924 roku przeniósł się do Frankfurtu nad Odrą, a w 1925 roku do Gdańska, gdzie grał w muzycznych komediach.

## Kariera
Debiut Hansa Söhnkera na wielkim ekranie przypadł w 1933 roku, kiedy to zagrał tytułową rolę w filmie Carewicz w reżyserii Victora Jansona. Popularność zdobył dzięki swojej elegancji i prostocie. W 1937 roku zagrał główną rolę, Jacka Wheelera w filmie Małżonek idealny, gdzie grał razem ze swoim filmowym partnerem Heinzem Rühmannem. W 1939 roku przeniósł się do studia filmowego UFA, gdzie zagrał w kilka znanych w filmach, m.in. Ta, której pragnę (1940), Große Freiheit Nr. 7 (1944). Do 1945 roku Hans Söhnker miał na swoim koncie ponad 40 ról filmowych.
W okresie III Rzeszy Hans Söhnker we współpracy z innymi ludźmi filmu niemieckiego ukrywał w swoim domu na wsi represjonowanych przez władzę III Rzeszy Żydów.
Po zakończeniu II wojny światowej Hans Söhnker dalej kontynuował karierę aktorską. Grał w Schlosspark Theater w Berlinie pod kierunkiem Boleslawa Barloga. Nie ominęły go również role filmowe. Wśród jego najbardziej znanych filmów należą m.in. Film bez tytułu (1947), Geliebte Corinna (1956), Worüber man nicht spricht (1958). Za granicą jest znany głównie z roli profesora Moriartego w filmie Sherlock Holmes i Naszyjnik Śmierci w 1962 roku.
W 1948 roku za rolę Martina Deliusa w filmie Film bez tytułu nagrodę Bambi w kategorii Najlepszy Aktor.
W latach 60. Hans Söhnker zaczyna pracować dla NRD-owskiej telewizji. Jest on gwiazdą wielu seriali telewizyjnych, m.in. Forellenhof (rola Otto Buchnera), Salto (rola Koglera), Lokaltermin (rola sędziego Schrötera). Ponadto, występował na scenach w Berlinie, Hamburgu i Monachium.
Hans Söhnker w 1968 roku otrzymał tytuł Staatsschauspieler. W 1973 roku za swoje zasługi został odznaczony Orderem Zasługi Republiki Federalnej Niemiec – Krzyżem Zasługi I Klasy. W 1977 roku na gali Filmband in Gold dostał honorową nagrodę za całokształt swojej pracy aktorskiej. Trzy lata wcześniej, w 1974 roku opublikował swoje wspomnienia w pamiętniku pod tytułem „…und kein Tag zuviel” (...ani dnia za wiele).
Ostatni raz ekranie pojawił się w 1980 roku w serialu Im schönsten Bilsengrunde w roli Konrada Lochera.

## Życie prywatne
Hans Söhnker był dwukrotnie żonaty. Jego pierwszą żoną była Charlotte Berlow, z którą się rozwiódł. Z drugą żoną wziął ślub w 1959 roku i był z nią w związku małżeńskim aż do swojej śmierci w 1981 roku.
Jego stryjeczną prawnuczką jest niemiecka aktorka, Anneke Kim Sarnau.
Hans Söhnker zmarł 20 kwietnia 1981 roku w Berlinie Zachodnim w wieku 77 lat. Urna z prochami aktora spoczęła w Travemünde – dzielnicy Lubeki w wodach Morza Bałtyckiego.

## Filmografia

### film
- 1933: Carewicz – carewicz
- 1933: Schwarzwaldmädel – Hans Fichtner
- 1934: Jede Frau hat ein Geheimnis – Hans Jürgens
- 1935: Herbstmanöver – Viktor von Randau
- 1936: Faithful – Carl Koster
- 1937: Małżonek idealny – Jack Wheeler
- 1937: Zemsta nietoperza – Hans Weigel
- 1938: Nasza czwórka – Stefan Kohlund
- 1939: Pożar na oceanie – Nick Dorland
- 1940: Ta, której pragnę – Christian Bauer
- 1943: Człowiek z zasadami – dr Hans Winhold
- 1944: Der Engel mit dem Saitenspiel – Hans Gustav Strengholt
- 1944: Große Freiheit Nr.7 – Willem
- 1948: Film bez tytułu – Martin Delius
- 1953: Die Stärkere – Jochen Faber
- 1956: Wo die Lerche singt – Hans Berend
- 1956: Geliebte Corinna – Peter Mansfeld
- 1958: Worüber man nicht spricht – dr Brand
- 1960: Schachnovelle – biskup Ambrosse
- 1962: Najdłuższy dzień – niemiecki oficer
- 1962: Sherlock Holmes i Naszyjnik Śmierci – profesor Moriarty

### serial
- 1965–1966: Der Forellenhof – Otto Buchner
- 1969-1972: Salto mortale – Kogler
- 1972: Dem Täter auf der Spur – Marcel Bressac
- 1973: Lokaltermin – sędzia Schröter
- 1975: Beschlossen und verkündet – sędzia Schröter
- 1978: Der Alte – dr Knopp
- 1979: Achtung Kunstdiebe – Pernau
- 1980: Im schönsten Bilsengrunde – Konrad Locher